# 41 î.Hr.
Anul 41 î.Hr. (XLI î.Hr.) a fost un an obișnuit al calendarului iulian.

## Nașteri
- 16 noiembrie: Tiberius al doilea împărat roman (d. 37)

## Decese
- 23 octombrie: Marcus Junius Brutus  (n. 85 î.Hr.)